# 자이언트붓꼬리구름쥐
자이언트붓꼬리구름쥐 또는 루손붓꼬리구름쥐(Crateromys schadenbergi)는 쥐과에 속하는 설치류의 일종이다. 필리핀 루손섬 중부 코르딜레라 산맥 해발 2,000~2,740m의 소나무와 이끼 숲에서 발견된다. 습성에 대해서는 비교적 거의 알려져 있지 않지만 주로 나무 위에서 생활하며 다양한 식물을 먹는다. 더 낮은 고도에서 주로 발견되며 털이 짧은 종인 북부루손자이언트구름쥐보다 희귀하지만,현지에서 자이언트붓꼬리구름쥐는 참나무 숲에서 상당히 흔한 상태이다. 사냥과 서식지 감소 때문에 주로 위협을 받고 있다.